# Chamado Central
Chamado Central é uma série de televisão brasileira exibida pelo canal por assinatura Multishow, e estrelada por Rafinha Bastos e Evandro Rodrigues. A série faz uma paródia dos programas policiais que acompanham o expediente de agentes durante as operações.
A segunda temporada da atração foi exibida em abril de 2017. 

## Produção

### 1ª temporada
Rotulado como falso reality por seu idealizador, Rafinha Bastos, Chamado Central faz uma paródia dos programas policiais que acompanham agentes durante suas operações, sempre mostradas como ações heroicas e bem-sucedidas.
O projeto, que foi lançado em pequenas pílulas na internet, chegou ao Multishow no dia 25 de julho de 2016, com exibição de segunda a sexta, às 23h30. Assim, a websérie com episódios de menos de cinco minutos publicados no canal do YouTube do humorista teve seus casos alongados para ocupar 30 minutos de grade na televisão.
Em Chamado Central, o humorista dá vida ao tenente Sérgio Marcos, que vive situações nada convencionais da rotina policial na companhia de seu parceiro, o cabo Saulo (Evandro Rodrigues). Em 20 episódios, a dupla encara um bingo ilegal mantido por velhinhas, um palhaço ao volante, uma gangue de hippies e um cachorro fora da lei. Marco Zenni e Victor Bitow também fazem parte do elenco, na pele do delegado Antunes e do perito Cezinha.
Para garantir um ar realista à série, a maioria das cenas foi gravada em locações externas em São Paulo, sob direção do também idealizador do projeto Daniel Nascimento.
O projeto marca o retorno de Rafinha Bastos à TV, após de sua contratação pelo Multishow, em março de 2016. No mesmo ano, o humorista lançou também os programas Rafinha Bastos Show e Tá rindo do quê?.

### 2ª temporada
Com mais 20 episódios, a segunda temporada de Chamado Central estreou no dia 17 de abril de 2017, mantendo seu horário de exibição de segunda a sexta. Ainda com direção de Daniel Nascimento, a série segue fazendo paródia dos programas policiais, mas inclui cenas gravadas em delegacia fictícia.
Além do tenente Sérgio Marcos (Rafinha Bastos) e do cabo Saulo (Evandro Rodrigues), o delegado Antunes (Marco Zenni), o perito-sabe-tudo Cezinha (Victor Bitow) fazem parte do elenco, que também conta com a participação dos policiais Andrade (Pablo Rodrigues) e Machado (Cintia Portella).

## Sinopse
Em um falso-reality, o tenente Sérgio Marcos (Rafinha Bastos) e o cabo Saulo (Evandro Rodrigues), mostra o cotidiano dos dois policiais, numa sátira da realidade das ruas e dos procedimentos da polícia.